# Camp Hill (Alabama)
Camp Hill è un comune degli Stati Uniti d'America situato nella contea di Tallapoosa dello Stato dell'Alabama.